# Cerinthe major
L'erba vajola (Cerinthe major L., 1753) è una pianta della famiglia delle Boraginacee.

## Descrizione

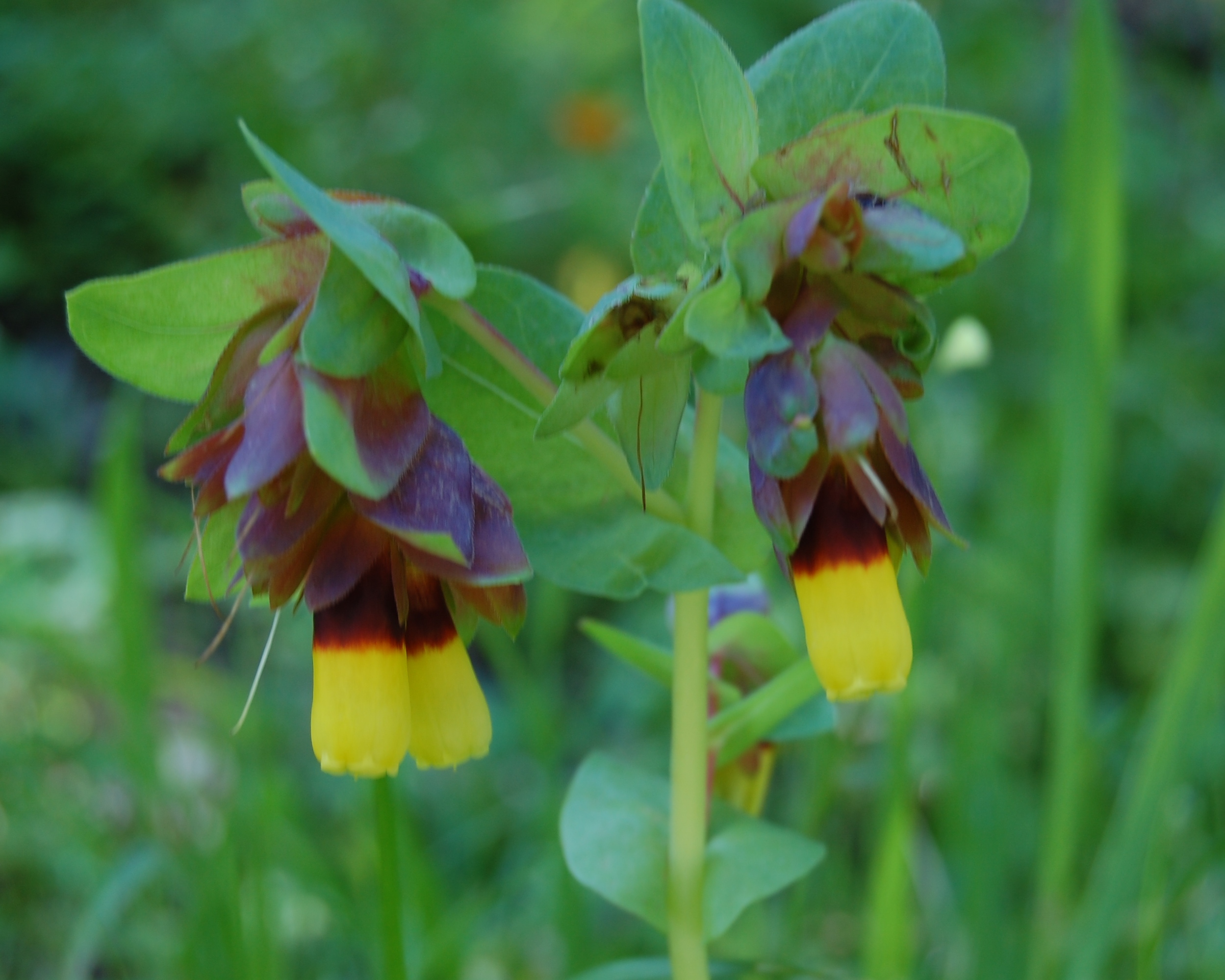
I fiori

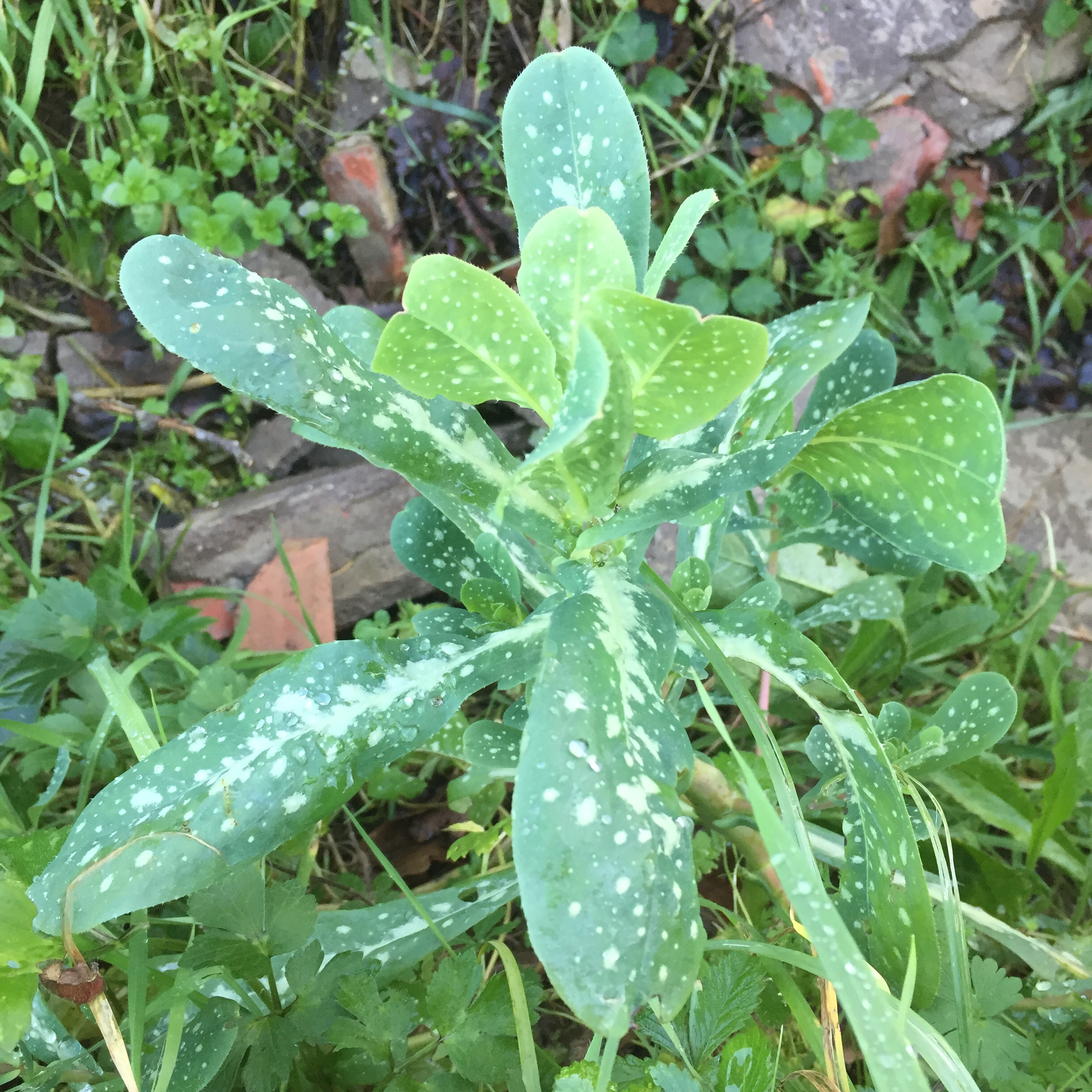
Le foglie, tipicamente maculate di bianco

Ha steli carnosi quasi glabri, di colore blu-verde.
Ha foglie spesso macchiate di bianco e fiori tubolari.

## Distribuzione e habitat
Ha un areale prevalentemente mediterraneo, dalla penisola iberica alla penisola balcanica e dal Nord Africa all'Asia minore. È presente anche nel Canada orientale, ove è stata introdotta dall'uomo.
Cresce spontaneamente in terreni incolti e lungo strade,sino a 800 m.s.l.m.

## Nomi regionali
In Sicilia e nel Salento è nota come "sucameli" per via del fatto che era usanza "succhiarne il miele" (cioè il nettare) quando li si trovava. Invece nelle Murge come anche nella Maremma e in alcune zone della Liguria e Sardegna è chiamata anche "candelia" per via della forma e colore dei suoi fiori.